# یتیم‌لی (آلاداغ)
یتیم‌لی (به ترکی استانبولی: Yetimli) یک منطقهٔ مسکونی در ترکیه است که در آلاداغ، آدانا واقع شده‌است.